# Kjetil André Aamodt
Kjetil Andre Aamodt (Oslo, Noruega 2 de Setembro de 1971) é um esquiador alpino norueguês. Foi campeão olímpico e mundial, e um dos esquiadores mais destacados e mais medalhado durante a década de 1990. Recebeu um total de 20 medalhas divididas pelos Jogos Olímpicos de Inverno e pelos campeonatos do Mundo.
Juntamente com o seu amigo e companheiro de equipa Lasse Kjus, com quem se iniciou em competições infantis, deu início à ascensão do esqui alpino norueguês nos princípios dos anos noventa, na categoria masculina, levando o seu país às principais potências na disciplina.
Foi campeão do Juvenil de descida e pista combinado em 1990. O seu primeiro êxito a nível internacional aconteceu nos Campeonatos Mundiais de Saalbach-Hinterglemm, Áustria no ano de 1991, em que veio a obter a medalha de prata na pista “supergigante”, tendo sido superado pelo austríaco Eberharter. No ano seguinte foi campeão olímpico na sua especialidade nos Jogos de Albertville. Impôs-se, ao conhecido Marc Girardelli, e demonstrou a sua capacidade somando uma medalha de bronze no slalom gigante.
Ao título olímpico ainda juntou o título mundial nas especialidades técnicas, slalom e slalom gigante, durante os campeonatos de Morioka no Japão também ganhou a medalha de ouro, no entanto durante a prova combinada com o seu amigo Lasse Kjus a sorte decidiu-se a favor de Kjus, como de novo aconteceu nos Jogos Olímpicos de Lillehammer em 1994.
A sua passagem pela Copa do Mundo não foi tão grandiosa como o foi nos restantes eventos em que participou, e isto possivelmente ficou a dever-se às frequentes lesões porque passou.
Em 1993 alcançou a vitória final nos slalom gigante e no slalom supergigante. Em 1994 alcançou o título da classificação geral, com o qual completou um invejável palmarés de campeonatos olímpicos, mundiais e de copas do mundo.
Após uma temporada em que teve um rendimento considerado irregular, durante os Campeonatos Mundiais de Sestriere de 1997 ganhou a primeira de três medalhas de ouro consecutivas na prova combinada, proeza que repetiria em Vail em 1999 e em San Anton (Sierra Nevada) no ano de 2001.
Depois da ganhar mais de 20 medalhas nos diferentes campeonatos em que participou, Kjetil Andre Aamodt anunciou que se iria aposentar da carreira desportiva. Fê-lo durante o banquete anual para os atletas de alto gabarito realizado na Noruega no Hamar Olympic Stadium no sábado, dia 6 de Janeiro de 2007.
Aamodt ganhou 20 medalhas, entre elas, as de ouro: quatro Olímpicas e cinco de Campeonatos Mundiais.